# Apertura alare

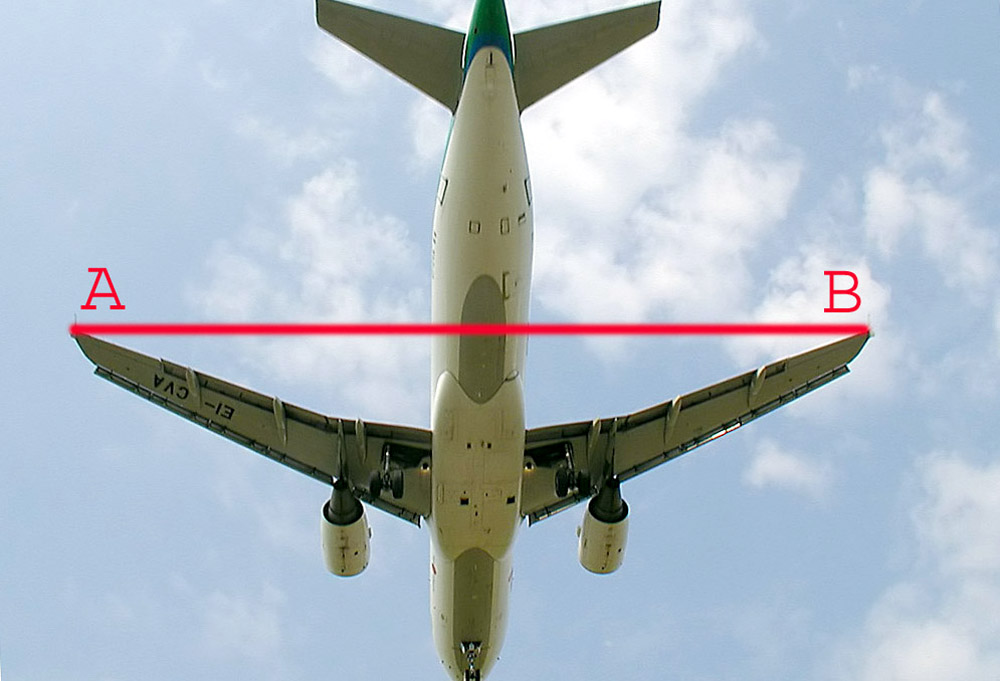
L'apertura alare è la distanza che intercorre tra il punto A e il punto B

L'apertura alare è la distanza che separa, negli animali alati o negli aeromobili, le estremità delle ali.

## Apertura alare in natura
Per misurare l'apertura alare di un uccello, un esemplare vivo o appena morto viene posizionato piatto sulla schiena, le ali vengono afferrate alle articolazioni dei polsi e la distanza viene misurata tra le punte delle piume primarie più lunghe di ciascuna ala.
L'apertura alare di un insetto si riferisce all'apertura alare di esemplari spilliati e può riferirsi alla distanza tra il centro del torace e l'apice dell'ala raddoppiata o alla larghezza tra gli apici con le ali disposte con il bordo posteriore delle ali perpendicolare al corpo.
La maggiore apertura alare per un animale vivente (3,63 m) è stata misurata nel 1965 su un esemplare di albatro urlatore (Diomedea exulans). Tra le specie estinte il record appartiene a una specie di pterosauro, l'Hatzegopteryx, i cui fossili indicano un'apertura alare di circa 10-12 metri.
Tra gli uccelli le dimensioni minime competono a una specie di colibrì, il Mellisuga helenae, in cui il maschio ha un'apertura di circa 3 cm.
Dimensioni ancora inferiori possono essere raggiunte da alcuni insetti.

## Apertura alare in aeronautica

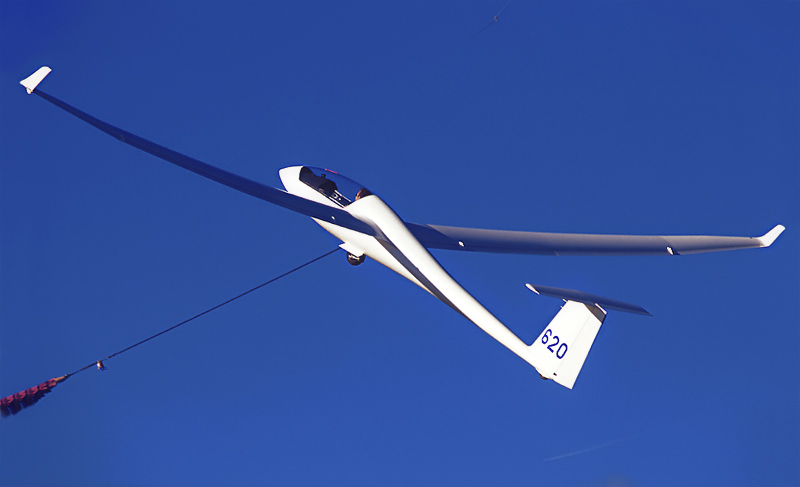
La foto riproduce un aliante che per le sue caratteristiche è dotato di ali di grande apertura, ma con una ridotta corda alare che hanno quindi un grande allungamento alare.

Gli aerei con una maggiore apertura alare solitamente sono più efficienti perché subiscono una minore resistenza aerodinamica e i vortici che si creano alle estremità alari influiscono meno sulla portanza generata dall'ala. Gli aerei con le ali lunghe subiscono però una maggiore forza di inerzia lungo l'asse longitudinale, riducendo la velocità di rollio con conseguente perdita di manovrabilità. Per questo gli aerei acrobatici e militari di solito possiedono un'apertura alare ridotta. Inoltre ali molto lunghe sono più pesanti, e vi è un limite all'apertura alare imposto dalle dimensioni degli hangar degli aeroporti. Attualmente il limite è fissato a 80 m e l'Airbus A380 è l'aereo d'aviazione commerciale con maggiore apertura alare (79,8 m). Un'apertura alare troppo ridotta, d'altro canto, può essere un problema per la stabilità in manovra, poiché l'aeromobile in questo caso è soggetto a effetti giroscopici importanti che, ad esempio, nel caso di velocità di rollio molto elevate può anche subire un momento cabrante abbastanza intenso. Questo problema negli aerei da combattimento è spesso risolto grazie ai controlli del computer di bordo, che corregge le manovre del pilota. Esempi di apertura alare ridotta si hanno nei biplani.
Dato che la portanza generata è proporzionale alla superficie alare, gli aerei con ali corte avranno una maggiore corda alare, quindi maggiore manovrabilità. Una misura importante in ingegneria aeronautica per determinare le caratteristiche di un aereo è il rapporto tra l'apertura alare e la corda alare.
Il rapporto tra l'apertura alare e la corda è detto allungamento alare, è una caratteristica molto importante di tutti i velivoli.